# Quadrivio (Campagna)
Quadrivio o Quadrivio Basso, (Cruc'via in dialetto locale, mentre in italiano, in una traduzione letterale "Crocevia") è la più importante e popolosa frazione del comune di Campagna, in provincia di Salerno.

## Geografia fisica
L'abitato si sviluppa in zona collinare a 185 m/slm circa, fra le località Sant'Angelo, Pezzarotonda, la frazione Galdo e il vallone del fiume Tenza. Punto centrale della frazione è l'incrocio della Strada statale 91 della Valle del Sele con la Strada Provinciale 31 e la Strada Provinciale 38. Con circa 5 352 abitanti secondo l'ultimo censimento, è il più grande centro abitato del territorio comunale.

## Storia
La località originariamente era denominata Starza. Con la presenza del crocevia (SS91 con la SP31 e la SP38) ha assunto popolarmente il nome Quadrivio. Sorto negli anni cinquanta, si è sviluppato notevolmente in seguito al terremoto dell'Irpinia del 1980 ed è diventato un solo nucleo urbano con le località limitrofe di Piantito, Vetrale, Fravitole e Visciglito, oltre a Starza, ospitando una comunità eterogenea di abitanti provenienti dai comuni limitrofi. È allo studio, da parte dell'attuale amministrazione comunale, un nuovo nome da attribuire al centro abitato.

## Monumenti e luoghi d'interesse
Non presenta alcun edificio storico o artistico ma nella prima metà degli anni 80 vi furono ritrovati reperti archeologici del IV-III secolo a.C. e negli anni 90 parte di una necropoli alla località Piantito, che hanno testimoniato la presenza di popolazioni autoctone con influssi greci.

### Luoghi di culto
- Chiesa di San Michele Arcangelo
- Chiesa Evangelica Riformata CERBI
- Sala del Regno dei Testimoni di Geova

## Economia
Fulcro economico dell'intero territorio comunale, presenta numerose attività commerciali con vendita al dettaglio (materiale edile, alimentare, abbigliamento), istituti bancari, due farmacie, due alberghi e numerosi uffici.